# Ateliers P. Sage
Ateliers P. Sage est un constructeur automobile français.

## Production

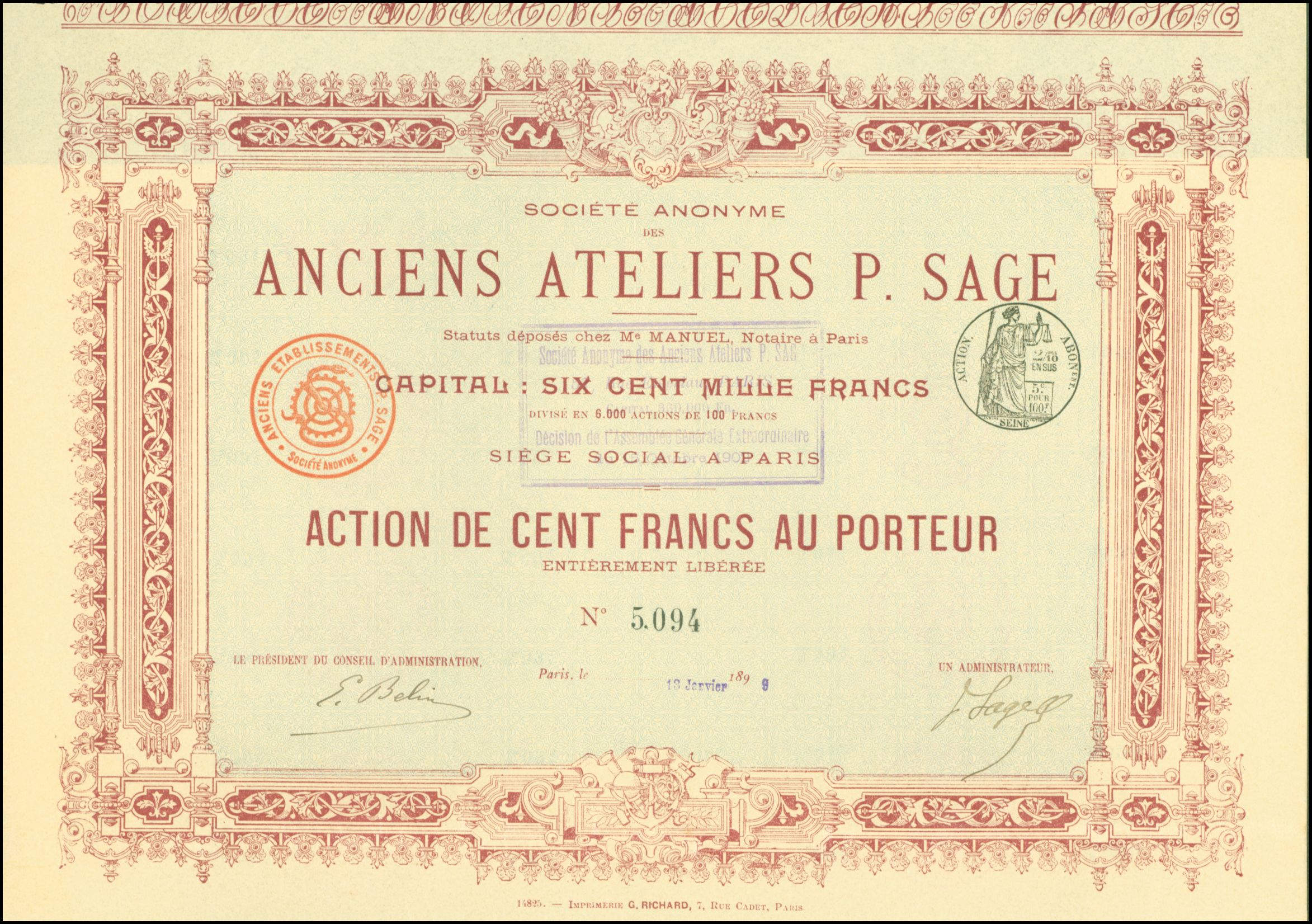
Anciens Ateliers P. Sage 1899.

L’entreprise basée à Paris a commencé à produire des automobiles en 1900. L’usine était située au 57, Rue Émeriau. Le nom de la marque était Sage. Les modèles avaient des moteurs à deux ou quatre cylindres. Les moteurs provenaient des motoristes : Abeille, Aster, Brouhot, Filtz et Mutel. Les différents moteurs étaient entre 8 et 50 CV.
Selon le modèle, l’essieu arrière était entraîné soit par une chaîne, soit par un arbre à cardan. La boîte de vitesses avait 3 vitesses plus la marche arrière.
Un véhicule de cette marque peut être vu à la Cité de Musée national de l'Automobile, en France.